# Über den Prozeß der Zivilisation
Über den Prozeß der Zivilisation: soziogenetische und psychogenetische Untersuchungen uit 1939, is een boek van de Duits-Engelse socioloog Norbert Elias dat, sinds het verschijnen van de tweede editie in 1969, wordt beschouwd als een standaardwerk in de sociologie. Het is in vele talen vertaald. De Nederlandse vertaling Het civilisatieproces. Sociogenetische en psychogenetische onderzoekingen verscheen in 1982.

## Overzicht
In dit boek legt Elias de grondslag voor zijn theorie over beschaving als een tegelijkertijd sociaal en psychisch proces, met de daarbij behorende veranderingen in de omgangsvormen en de etiquette. Hij beschouwt daarbij de periode van ongeveer 1000 tot 1900, een periode die loopt van de late middeleeuwen, via de vroegmoderne tot aan de moderne tijd. Het werk beslaat twee boekdelen, achtereenvolgens de veranderende mores van de elite, en het ontstaan van de centrale, nationale staat. Het werk besluit met de schets van een beschavingstheorie.

## Veranderende omgangsvormen
Het eerste deel behandelt de veranderingen in het gedrag van de elite, de bovenlaag van de maatschappij, aan de hand van uitgebreide reeksen gedragsvoorschriften uit manierenboeken. Daaraan voorafgaand neemt Elias de sociogenese (evolutie) van de Duitse termen "Kultur" en "Zivilisation" onder de loep, en vergelijkt deze met de sociogenese van het Franse begrip "civilisation".

## Feodale versnippering, gevolgd door centralisering
Het tweede deel behandelt de veranderende maatschappelijke verhoudingen, toegespitst op Frankrijk, Duitsland en Engeland. Het onderscheidt daarbij twee fasen. De eerste fase is die van de feodalisering na Karel de Grote, waarin diens rijk versplintert in steeds kleinere territoriale eenheden, onder onafhankelijke heersers. In de tweede fase vindt een omgekeerde beweging plaats, met de opkomst van de hofsamenleving. Daarin slaagt een centrale vorst er langzamerhand in het geweldsmonopolie naar zich toe te trekken, en bovendien een belastingmonopolie te vestigen. In dit proces van staatsvorming, 'de sociogenese van de staat', wordt de concurrentie tussen de feodale krijgers aan banden gelegd. Deze eertijds onafhankelijke adellijke landheren degraderen daarbij tot, direct van de koning afhankelijke, hovelingen.

## Samenvatting; Beschavingstheorie
Aan het eind van zijn boek presenteert Elias, in een 'Samenvatting', zijn 'Ontwerp van een civilisatietheorie'. Daarin wordt een verband geschetst tussen veranderende maatschappelijke verhoudingen en de veranderende psyche van de individuele deelnemers. Er ontstaat een maatschappelijke dwang om zelfdwang uit te oefenen, in de vorm van emotionele zelfbeheersing, rationalisering, en de ontwikkeling van gevoelens van gêne en schaamte.

## Teneur
Norbert Elias beschrijft en analyseert het beschavingsproces als een verandering op lange termijn van persoonlijkheidsstructuren, een proces dat in verband staat met de verandering van de sociale structuur binnen een samenleving. 
Het zijn twee kanten van dezelfde munt: enerzijds de analyse van mensen, in het meervoud, de verschillende manieren waarop zij "aan elkaar vastzitten", en anderzijds de mens in het enkelvoud, de manier waarop ieder individu "in elkaar zit" (Abraham de Swaan). Elias weet op deze wijze de vakgebieden van de geschiedenis, politiek, economie, sociologie en psychologie met elkaar te verbinden en te integreren. Een belangrijke, stuwende kracht van het beschavingsproces is de voortgaande maatschappelijke arbeidsdeling, het ontstaan van steeds verdergaande taakverdeling en specialismen. Tussen de mensen die de gespecialiseerde taken uitvoeren ontstaat een steeds intensiever wordende onderlinge afhankelijkheid of interdependentie.
In dit proces van 'vervlechting' dwingen mensen elkaar tot wisselende vormen van zelfdwang, waarbij zij in toenemende mate leren zich beheerst te gedragen, passende manieren aanleren en beter leren vooruitdenken. 

Elias benadrukt in zijn boek dat het civilisatieproces géén "gewilde ontwikkeling" is in de richting van een bepaald wenselijk doel, maar een ongepland resultaat van 'blinde' maatschappelijke processen. Het proces kan ook van richting veranderen. Pogingen om het gedrag van 'lagere' bevolkingsgroepen bestuurlijk te beïnvloeden in de richting van "meer beschaafd", kunnen alleen slagen als de maatschappelijke vervlechtingsdynamiek dat toelaat.

## Edities
- Über den Prozeß der Zivilisation. Soziogenetische und psychogenetische Untersuchungen (1939) 2 Bände, Bazel, Haus zum Falken. (1937 Vorabdruck  Band I voor uitgeverij Markus te Breslau).
- Het civilisatieproces. Sociogenetische en psychogenetische onderzoekingen, vertaald door Willem Kranendonk en Han Israels (1982 e.v.), Het Spectrum.
- Het civilisatieproces. Sociogenetische en psychogenetische onderzoekingen (2001), Boom.